# Mark Volman
Mark Randall Volman, noto anche con lo pseudonimo di Flo (Los Angeles, 19 aprile 1947), è un cantante, chitarrista e cantautore statunitense conosciuto per aver fondato la band The Turtles negli anni '60 insieme a Howard Kaylan, e per aver fondato con quest'ultimo il duo musicale Flo & Eddie, dove viene preso il suo pseudonimo (abbreviazione di Phlorescent Leech).
È anche noto per aver fatto carriera nei Mothers of Invention, band di Frank Zappa.

## Biografia
Mark Volman nacque il 19 aprile 1947 a Los Angeles. Crebbe a Westchester, un sobborgo di Los Angeles, e ottenne il diploma alla Westchester High School nel 1965.

## Carriera
Nel 1965, Mark Volman fondò insieme a Howard Kaylan i The Turtles, band divenuta popolare durante la seconda metà degli anni '60.
Nel 1971, fu reclutato da Frank Zappa ad entrare nei Mothers of Invention, dove fece la prima comparsa in 200 Motels.
Nello stesso anno, continuò i lavori insieme a Howard Kaylan fondando il duo musicale Flo & Eddie, dalla quale prese il suo pseudonimo: "Flo".

## Discografia

### Con i Turtles
- 1965 - It Ain't Me Babe
- 1966 - You Baby
- 1967 - Happy Together
- 1968 - The Turtles Present the Battle of the Bands
- 1969 - Turtle Soup

### Con Frank Zappa
- 1970 - Chunga's Revenge
- 1971 - Fillmore East - June 1971
- 1971 - 200 Motels
- 1972 - Just Another Band from L.A.
- 1988 - You Can't Do That on Stage Anymore, Vol. 1
- 1989 - You Can't Do That on Stage Anymore, Vol. 3
- 1992 - You Can't Do That on Stage Anymore, Vol. 6
- 1992 - Playground Psychotics
- 2011 - Carnegie Hall

## Filmografia
- 1971 - 200 Motels
- 1974 - Down and Dirty Duck
- 1978 - Texas Detour
- 1980 - The World of Strawberry Shortcake
- 1981 - Strawberry Shortcake in Big Apple City
- 1982 - Strawberry Shortcake: Pets on Parade
- 1983 - Peter and the Magic Egg
- 1984 - Top Secret!
- 1985 - The Care Bears
- 1986 - The Adventures of the American Rabbit
- 1989 - The True Story of Frank Zappa's 200 Motels